# Juan José Arreola
Pour les articles homonymes, voir Arreola.
 (juin 2019).
Si vous disposez d'ouvrages ou d'articles de référence ou si vous connaissez des sites web de qualité traitant du thème abordé ici, merci de compléter l'article en donnant les références utiles à sa vérifiabilité et en les liant à la section « Notes et références ».
Juan José Arreola Zúñiga, né à Zapotlán el Grande (actuellement Ciudad Guzmán, Jalisco) le 21 septembre 1918 et mort à Guadalajara[réf. nécessaire] le 3 décembre 2001, est un écrivain, académicien et éditeur mexicain. Il est considéré comme l’écrivain de nouvelles le plus important du Mexique au XXe siècle. C’est l’un des premiers écrivains d’Amérique latine à avoir cherché à transformer la tradition littéraire réaliste en introduisant des éléments de réalisme magique[réf. nécessaire] dans son œuvre. Son œuvre est peu traduite en français. 

## Œuvres
- La Parábola del Trueque (1938)
- Sueño de Navidad (1941)
- Hizo el bien mientras vivió (1943)
- Varia invención (1949)
- Confabulario, Mexico, Fondo de Cultura Económica, 1952.
- La hora de todos (1954)
- Punta de plata (1958)
- Confabulario total (1962)
- La feria, México, Joquín Mortiz, 1963.
- Obras de Juan José Arreola (1971)
- Bestiario (1972)
- La palabra educación (1973)
- Inventario (1976)
- Confabulario personal (1985)
- Tú y yo somos uno mismo (1988)
- El forastero
- El elefante
- El rinoceronte
- El sapo
- El recuerdo mas hondo
- Un pacto con el diablo